# Raja Group
Die Raja SA (oder Raja Group) ist ein Großhändler von Verpackungsmitteln mit Sitz in Roissy bei Paris (Frankreich). Unter der Dachmarke Raja werden Verpackungsmittel aus allen Produktbereichen angeboten: Kartons, Postverpackungen, Umschläge, Klebebänder, Folien und Verpackungsmaschinen. Der Vertrieb erfolgt über Katalogversandhandel, Außendienst, Telefonie und das Internet.

## Geschichte

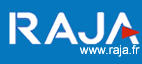
Ehemaliges Logo

1954 gründete Rachel Marcovici das Unternehmen Raja Kartons, zusammen mit Janine Rocher, zum Verkauf von günstigen Gebrauchtkartons. Marcovici gewann neue Kunden und Lieferanten, Rocher bearbeitete die Bestellungen und ein Lagerverwalter übernahm den Versand. Neue Kartons, Packpapier und Wellpappe ergänzten später die Gebrauchtkartons. Ende der 1950er Jahre zählte der Betrieb 10 Mitarbeiter und der Umsatz kletterte auf eine Million Francs (über 150.000 €).
1962 trat Danièle Kapel-Marcovici, die Tochter von Rachel, in das Unternehmen ein. In den 1970er Jahren wurden die Kunststoffmaterialien entdeckt. Rachel Markovici erkannte die Bedeutung dieser Entwicklung und bot ihren Kunden ein entsprechendes Verpackungsprogramm mit Klebebändern, Luftpolsterfolien, Füllmaterialien und vielem mehr an. Der erste Katalog umfasste 24 Seiten in schwarz-weiß. Eine Auflage von 10.000 Stück unterstützte den Außendienst.
1982 übernahm Danièle Kapel-Marcovici offiziell die Geschäftsführung des Unternehmens. Der Katalogversandhandel wurde zum Verkaufsschwerpunkt und zusammen mit der Sortimentsausdehnung zum Wachstumstreiber der Firma Raja. Im Rahmen der Internationalisierung wurde 1990 aus Raja Kartons - Raja. Mit dem Erwerb der belgischen BINPAC im Jahre 1994 schritt die internationale Expansion in europäische Märkte rasch voran. 1999 wurde in Birkenfeld bei Pforzheim die deutsche Niederlassung, die Rajapack GmbH, gegründet.
Im Jahre 2008 ist Raja in den wichtigsten europäischen Ländern angesiedelt (Belgien, Niederlande, Luxemburg, Großbritannien, Deutschland, Spanien, Österreich, Italien, Tschechien, Schweiz). Die Multi-Kanal-Strategie basiert auf Katalog, Außendienst, Kunden-Service-Center und einer Internetplattform mit Shopsystemen. Sortimentserweiterungen erfolgten im Bereich der Lebensmittelverpackungen durch die Marke Raja Food. 2007 wurde L’Equipier übernommen, ein Versandspezialisten für Hygiene- und Reinigungsprodukte. 2008 kam Welcome Office, ein Discounter für den Bürobedarf im Internet, zur Raja Gruppe hinzu. 2015 erfolgte die Übernahme von Morplan, ein britischer Versandhändler für Ladenausstattung und Warenpräsentation für den Einzelhandel.
Die eigenständige französische Raja-Gruppe ist präsent in 15 europäischen Ländern mit 18 Filialen. Mit einem Umsatz von 438 Millionen Euro im Jahr 2014, beschäftigt die Gruppe 1.600 Mitarbeiter in Europa (davon 960 in Frankreich) und positioniert sich als europäischer Marktführer im B2B Versandhandel für Verpackungsmittel.
2017 kaufte Raja die Udo-Bär-Unternehmensgruppe von der Berner Group und erweiterte so sein Produktportfolio in der DACH-Region.
Im August 2021 wurde bekannt gegeben, dass die Unternehmensgruppe den Kauf von Office Depot Europe mitsamt Viking von Aurelius unterzeichnet hat. Ende desselben Jahres wurde die Transaktion abgeschlossen.